# Ганс Урс фон Бальтазар
Ганс Урс фон Бальтазар (нім. Hans Urs von Balthasar; 12 серпня 1905, Люцерн, Швейцарія — 26 червня 1988, Базель, Швейцарія) — швейцарський кардинал, католицький богослов і священник. Кардинал-диякон с титулярною дияконією Сан-Нікола-ін-Карчере.
Професор, член-кореспондент Британської академії (1973), іноземний член французької Академії моральних і політичних наук (1974).

## Життєпис
Народився Ганс Урс фон Бальтазар в Люцерні 12 серпня 1905 року в католицькій сім'ї. З дитинства цікавився літературою і музикою. Середню освіту здобув в єзуїтській школі (Фельдкірх, Австрія). Вивчав германістику та філософію в університетах Цюриха, Берліна і Відня. У Цюріху з відзнакою (summa cum laude) захистив докторську дисертацію «Історія есхатологічної проблеми в сучасній німецькій літературі» (1928 рік). У 1929 році став послушником ордена єзуїтів. У 1933—1937 роках вивчав богослов'я на єзуїтському богословському факультеті в Ліоні (Ліон-Фурв'єр), де познайомився з французьким теологом Анрі де Любаком. У 1936 році в Мюнхені був висвячений кардиналом Фаульхабером в священицький сан.

## Кардинал
У травні 1988 року Папа Римский Іван Павло II оголосив, що має намір піднести Ганса Урса фон Бальтазара в сан кардинала-диякона с титулярною дияконією церкви Сан-Нікола-ін-Карчере, проте 26 червня 1988 року кардинал Бальтазар, не доживши два дні до консисторії — накладання кардинальської червоної беретки, несподівано помер у Базелі, перед подготовкою до ранкової меси.

## Твори
- «Geschichte des eschatologischen Problems in der modernen deutschen Literatur» (1930)
- «Apokalypse der deutschen Seele» (в 3-х томах, 1937—1939)
- «Das Herz der Welt» (1945)
- «Therese von Lisieux. Geschichte einer Sendung» (1950)
- «Karl Barth. Darstellung und Deutung seiner Theologie» (1951)
- «Reinhold Schneider. Sein Weg und sein Werk» (1953)
- «Bernanos» (1954)
- «Einsame Zwiesprache. Martin Buber und das Christentum» (1958)
- «Augustinus, Die Gottesbürgerschaft» (1961)
- «Cordula oder der Ernstfall» (1966)
- «Herrlichkeit. Eine theologische Ästhetik» (в 3-х томах, 1961—1969)
- «Theodramatik» (в 5-ти томах, 1971—1983)
- «Theologik» (в 3-х томах, 1985—1987)
- «Epilog» (1987)
- Apokatastasis (= Neue Kriterien; Band 1) (1999)

### Українські переклади
- «Насамперед Царство Боже» // пер. Н. Лозинської (Львів: «Місіонер», 2005)
- «Пасхальне таїнство» (Львів: «Місіонер», 2011)
- «Варта віри лише любов» // пер. з нім. Наталі Комарової (Київ: «Дух і літера», 2015)